# XX Giochi dei piccoli stati d'Europa
I XX Giochi dei piccoli stati d'Europa si disputano ad Andorra la Vella, nello stato di Andorra, dal 26 maggio al 1º giugno 2025. Questa è stata la terza edizione dei Giochi ospitata da Andorra, dopo le edizioni del 1991 e 2005.

## I Giochi

### Stati partecipanti
- Andorra
- Cipro
- Islanda
- Liechtenstein
- Lussemburgo
- Malta
- Monaco
- Montenegro
- San Marino

### Sport
Nel programma dei Giochi dei piccoli stati d'Europa 2025, il karate è stato incluso per la prima volta tra le discipline ufficiali, includendo sia gare kata che kumite
- Atletica leggera (dettagli) (36)
- Pallacanestro 3x3 (dettagli) (2)
- Nuoto artistico (dettagli) (4)
- Pallacanestro (dettagli) (1)
- Beach volley (dettagli) (2)
- Ciclismo (dettagli) (19)
  -  Ciclismo su strada (6)
  -  Cross country (4)
- Ginnastica artistica (dettagli) (14)
- Ginnastica ritmica (dettagli) (6)
- Judo (dettagli) (9)
- Karate (dettagli) (11)
- Rugby a 7 (dettagli) (1)
- Tiro (dettagli) (6)
- Nuoto (dettagli) (48)
- Tennistavolo (dettagli) (6)
- Tennis (dettagli) (5)
- Pallavolo (dettagli) (2)

## Calendario
| ● | Cerimonia di apertura |  | Competizioni | ● | Finali | ● | Cerimonia di chiusura |

| Maggio/Giugno         | 26 Lun                | 27 Mar | 28 Mer | 29 Gio | 30 Ven | 31 Sab | 1 Dom | Totale |     |
| --------------------- | --------------------- | ------ | ------ | ------ | ------ | ------ | ----- | ------ | --- |
| Cerimonie             | Cerimonie             | ●      |        |        |        |        |       | ●      |     |
| Atletica leggera      | Atletica leggera      |        | 12     |        | 9      |        | 15    |        | 36  |
| Pallacanestro 3x3     | Pallacanestro 3x3     |        | ●      | 2      |        |        |       |        | 2   |
| Nuoto artistico       | Nuoto artistico       |        |        |        |        | 2      | 2     |        | 4   |
| Pallacanestro         | Pallacanestro         |        | ●      | ●      | ●      | ●      | 1     |        | 1   |
| Beach volley          | Beach volley          |        | ●      | ●      | ●      | ●      | 2     |        | 2   |
| Ciclismo              | Ciclismo              |        | 4      |        | 2      |        | 4     |        | 10  |
| Ginnastica artistica  | Ginnastica artistica  |        | 4      | 10     |        |        |       |        | 14  |
| Ginnastica ritmica    | Ginnastica ritmica    |        |        |        |        | 2      | 4     |        | 6   |
| Judo                  | Judo                  |        | 7      |        | 2      |        |       |        | 9   |
| Karate                | Karate                |        | 6      | 5      |        |        |       |        | 11  |
| Rugby a 7             | Rugby a 7             |        |        | ●      |        | 1      |       |        | 1   |
| Tiro                  | Tiro                  |        | 2      | 3      | 1      |        |       |        | 1   |
| Nuoto                 | Nuoto                 |        | 10     | 10     | 12     | 9      |       |        | 41  |
| Tennistavolo          | Tennistavolo          |        | 2      | 2      | ●      | 2      |       |        | 6   |
| Tennis                | Tennis                |        | ●      | ●      | ●      | 2      | 3     |        | 5   |
| Pallavolo             | Pallavolo             |        | ●      | ●      | ●      | ●      | 2     |        | 2   |
| Totale medaglie d'oro | Totale medaglie d'oro | 0      | 47     | 32     | 26     | 18     | 33    | 0      | 165 |
| Maggio/Giugno         | 26 Lun                | 27 Mar | 28 Mer | 29 Gio | 30 Ven | 31 Sab | 1 Dom | Totale |     |

## Medagliere
| Pos.   | Paese         | Oro | Argento | Bronzo | Totale |
| ------ | ------------- | --- | ------- | ------ | ------ |
| 1      | Cipro         | 36  | 30      | 42     | 108    |
| 2      | Lussemburgo   | 32  | 27      | 27     | 86     |
| 3      | Islanda       | 26  | 22      | 27     | 75     |
| 4      | Monaco        | 16  | 13      | 15     | 44     |
| 5      | Malta         | 13  | 24      | 18     | 55     |
| 6      | Andorra       | 13  | 11      | 14     | 38     |
| 7      | Montenegro    | 12  | 13      | 11     | 36     |
| 8      | San Marino    | 8   | 10      | 13     | 31     |
| 9      | Liechtenstein | 4   | 6       | 8      | 18     |
| Totale | Totale        | 160 | 156     | 175    | 491    |